# Sitlington
Sitlington – civil parish w Anglii, w West Yorkshire, w dystrykcie metropolitalnym Wakefield. W 2011 civil parish liczyła 5963 mieszkańców. Shitlington jest wspomniana w Domesday Book (1086) jako Scellintone/Schelintone.